# Symphonie no 61 de Joseph Haydn
La Symphonie no 61 en ré majeur Hob. I:61 est une symphonie du compositeur autrichien Joseph Haydn. Composée en 1776, elle comporte quatre mouvements. Elle a été écrite en ou vers 1775 (vraisemblablement en novembre 1774)

## Analyse de l'œuvre
La symphonie comporte quatre mouvements:
1. Vivace, en ré majeur, à , sections répétées deux fois : mesures 1 à 83, 201 mesures
2. Adagio, en la majeur, à 
, sections répétées deux fois : mesures 1 à 58, 136 mesures
3. Menuet - Allegretto - Trio, en ré majeur, à 
, 78 mesures
4. Prestissimo, en ré majeur, à 
, 228 mesures

Durée approximative : 25 minutes.
Introduction du Vivace
Introduction de l'Adagio
Première reprise du Menuet - Allegretto :
Première reprise du Trio :
Première reprise du Prestissimo :

## Instrumentation
- une flûte, deux hautbois, deux bassons, deux cors, timbales, cordes.